# Craterul Aorounga

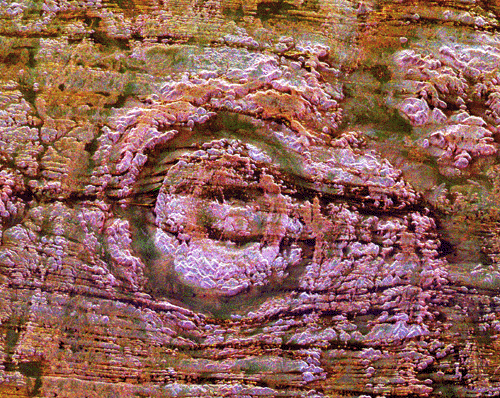
Imagine sintetică a craterului Aorounga.

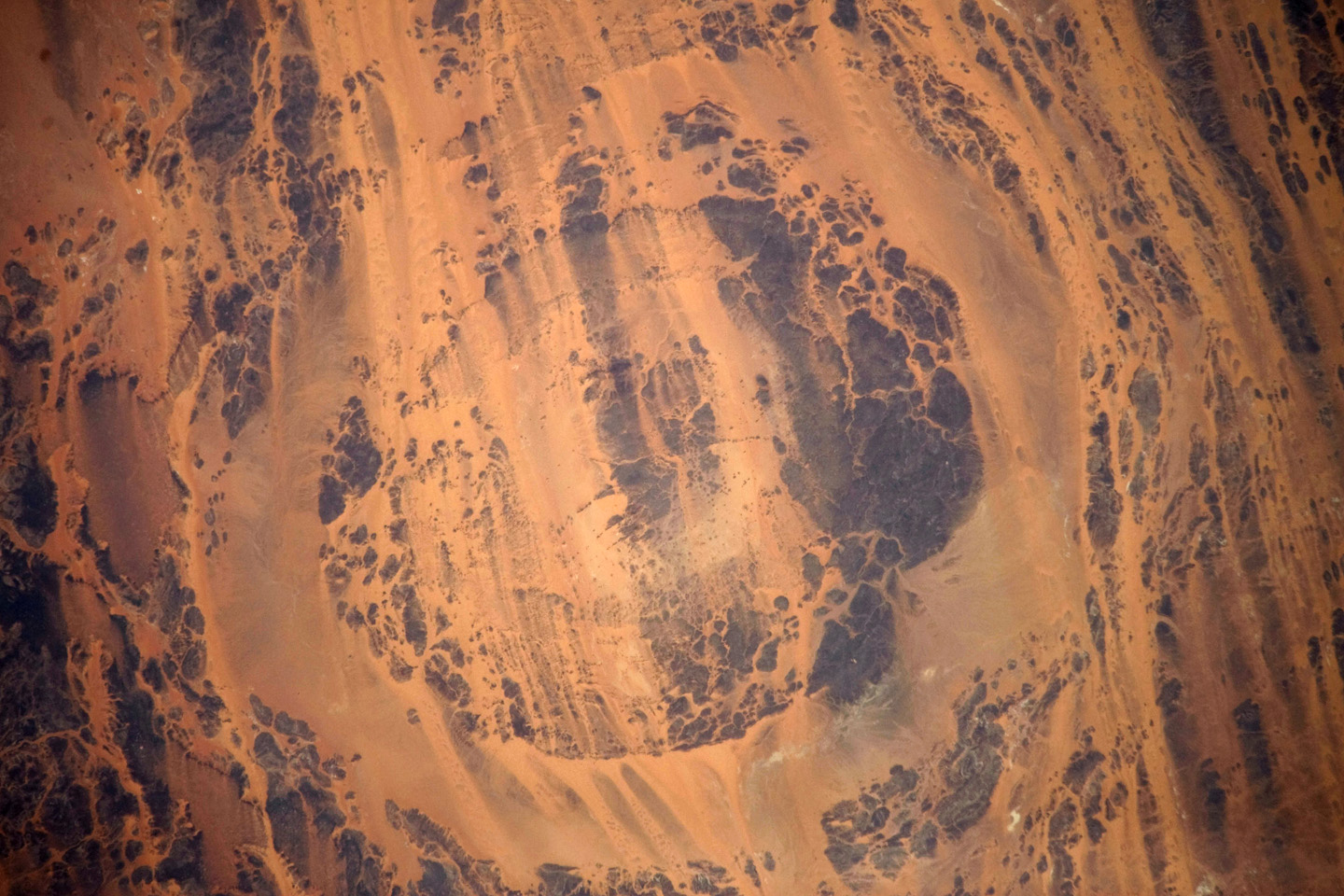
Fotografie făcută de un astronaut.

Aorounga este un crater de impact meteoritic situat în Ciad, Africa. 

## Date generale
Rămășița expusă a craterului are 12,6 km în diametru și are vârsta estimată la aproximativ 345 milioane ani (Carbonifer).
Craterul este însoțit de două caracteristici apropiate circulare relevate de către radarul Space Shuttle SIR-C. Acestea pot fi și ele cratere de impact, și dacă este corect, Aorounga poate fi parte a unui lanț de cratere. În ipoteza în care această presupunere este corectă, craterul expus Aorounga este uneori menționat ca Aorounga de Sud.